# 伊昕巖
伊昕巖（韓語：이흔암，？—918年），泰封國及高麗王朝初期將領。
伊昕巖弓馬嫺熟，而別無他能。弓裔任命他為馬軍大將軍，後來伊昕巖率兵襲取後百濟的熊州並鎮守此地。918年，得知高麗太祖奪位建立高麗王朝後，不召自至，自此士卒多逃亡，熊州又被後百濟佔據。韓粲、守義刑臺令閻萇與伊昕巖是鄰居，知他有陰謀，秘密奏聞太祖。太祖遣內人至其家暗探情況，自其妻桓氏處探得是實，便將伊昕巖逮捕下獄，斬首於市，籍沒其家，不問罪於其黨羽。
伊昕巖的謀反可能與桓宣吉有關。《高麗史》將他列為叛逆。

## 影視形象
- 崔珠峰（朝鲜语：최주봉） - 2000年~2002年, 《太祖王建》, KBS